# 2S35 Koalitsia-SV
Le 2S35 Koalitsia-SV est un canon automoteur russe, destiné à remplacer les canons automoteurs 2S3 Akatsiya, 2S5 Giatsint-S et 2S34 Khosta en service dans l'armée russe, puis ultérieurement les 2S19 Msta.

## Développement

### Échec de la version bitube
Les travaux de trois constructeurs russes vont déboucher sur un prototype bitube destiné à remplacer les canons automoteurs russes actuellement en service. Il reçoit la dénomination 2S35 Koalitsya-SV. Il est vu à la télévision russe pour la première fois le 3 décembre 2006.
La particularité de ce prototype était de posséder deux canons de 152 mm superposés. L'emploi de ces deux canons partait de l'idée qu'en dédoublant ces derniers on obtiendrait une cadence de feu doublée elle aussi (8 coups par minute pour le 2S19, contre 16 théoriquement pour le prototype).
Cependant l'armée russe trouva le produit non représentatif du produit attendu car le prototype intégrait la caisse et de nombreuses composantes communes avec le 2S19, alors qu'il devait intégrer le châssis du projet Armata, avec une tourelle sans équipage, celui-ci étant présent dans une capsule de survie blindée dans la caisse du véhicule.
Au total deux démonstrateurs sont produits, un avec une tourelle très proche du 2S19, l'autre avec une tourelle plus angulaire préfigurant la tourelle de la version classique, tout en introduisant une disposition de l'équipe semblable au standard voulu par le projet Armata.
Pour des raisons d'encombrement et de coûts le projet de la version bitube fut abandonné en 2010.

### Version classique
En 2013, le projet est relancé avec cette fois-ci une version à tube unique. S'agissant du même projet, il reprend la dénomination des prototypes bitubes : 2S35 Koalitsya-SV.
8 exemplaires du 2s35 sont aperçus pour la première fois lors du défilé du 9 mai 2015, bien que recouverts d'une bâche pour empêcher les observateurs étrangers de les analyser.
Les deux premiers exemplaires sortent d'usine en 2014 et sont évalués en mars 2015 par l'armée russe.
Ils sont distribués normalement depuis 2020 dans les unités de première ligne.

## Description
Prévus pour être utilisés avec le châssis de l'Armata Universal Combat Platform (tout comme le T-14 et le T-15), les premiers exemplaires sont sortis sur le châssis du T-90. Ils sont armés d'un canon de calibre 152 mm.
Il est prévu pour remplacer le 2S19 Msta.

### Châssis
Originellement, le châssis devait être celui du T-14 Armata (à 7 galets de roulement), cependant tous les exemplaires observés sont pourvus de celui du char T-90 (à 6 galets de roulement). L'emploi du châssis du T-90 a provoqué de nombreuses modifications afin d'accueillir l'équipage dans la partie avant, même si à terme le châssis du projet Armata devrait remplacer celui-ci.

### Motorisation
Les 48 tonnes (estimation) de l'engin sont mues par un moteur diesel V-92S2 de 1000 ch, issu du T-90, installé avec sa transmission à l'arrière de l'engin.
Le train de roulement est composé d'une chenille avec un barbotin à l'arrière et une poulie de tension à l'avant. La chenille dispose de 6 galets de roulement et de 5 galets de soutien.
La vitesse serait de 60 km/h max et l'autonomie de 500 km.

### Équipage
Le 2s35 est servi par trois membres d'équipage placés à l'avant du véhicule. Ils accèderaient à leur place respective via des trappes à l'avant du véhicule.
Le pilote se trouverait au milieu du compartiment avec à sa droite le commandant du char et à sa gauche le tireur. Chaque membre de l'équipage possède devant lui une console informatique lui permettant de piloter le véhicule et ses systèmes.
Pour mieux assurer la défense de l'équipage, le compartiment est doté d'un équipement NBC, d'un système automatisé d'extinction des incendies et d'un système de vision nocturne.

### Armement
Ce qui distingue le 2S35 de ses prédécesseurs est un canon de 152 mm long de 52 calibres à âme lisse 2A88. Ce dernier est approvisionné par un chargeur pneumatique installé à l'arrière de la tourelle, pour une capacité totale de 70 obus. Le chargement des obus s'effectue par l'arrière du véhicule. Il est prévu pour être utilisé à proximité d'un véhicule de ravitaillement qui l'approvisionne en 15 minutes.
Il peut tirer l'obus guidé 30F39 Krasnopol (version optimisée pour les chargeurs automatiques), capable de faire un coup au but sur une cible en mouvement et de détruire une cible distante de 3 à 20 km ; mais aussi la version pour chargement semi-automatique de l'obus 9K25 (de Krasnopol aussi) guidé laser doté de quatre surfaces de controle mobiles à l'avant et de quatre ailerons fixes pliables à l'arrière .
Le 2S35 pourrait tirer entre 10 et 16 coups par minute et les envoyer jusqu'à 40 km.
De plus le 2S35 pourra recevoir les coordonnées d'une cible détectée par un autre véhicule.
Le 2S35 est doté d'une mitrailleuse Kord de 12,7 mm, alimentée à 200 coups, téléopérée grâce à des caméras et un télémètre laser. Son site va de -5° à +75°.

### Armement passif
L'engin dispose de lance-fumigènes 902V Tucha aux avants gauche et droit du véhicule ainsi que sur tous les côtés de la toiture. Ils sont guidés automatiquement par des capteurs détectant l'approche de missiles et déclenchant le tir de fumigènes.

## Opérateur
- Russie

## Galerie de photographies

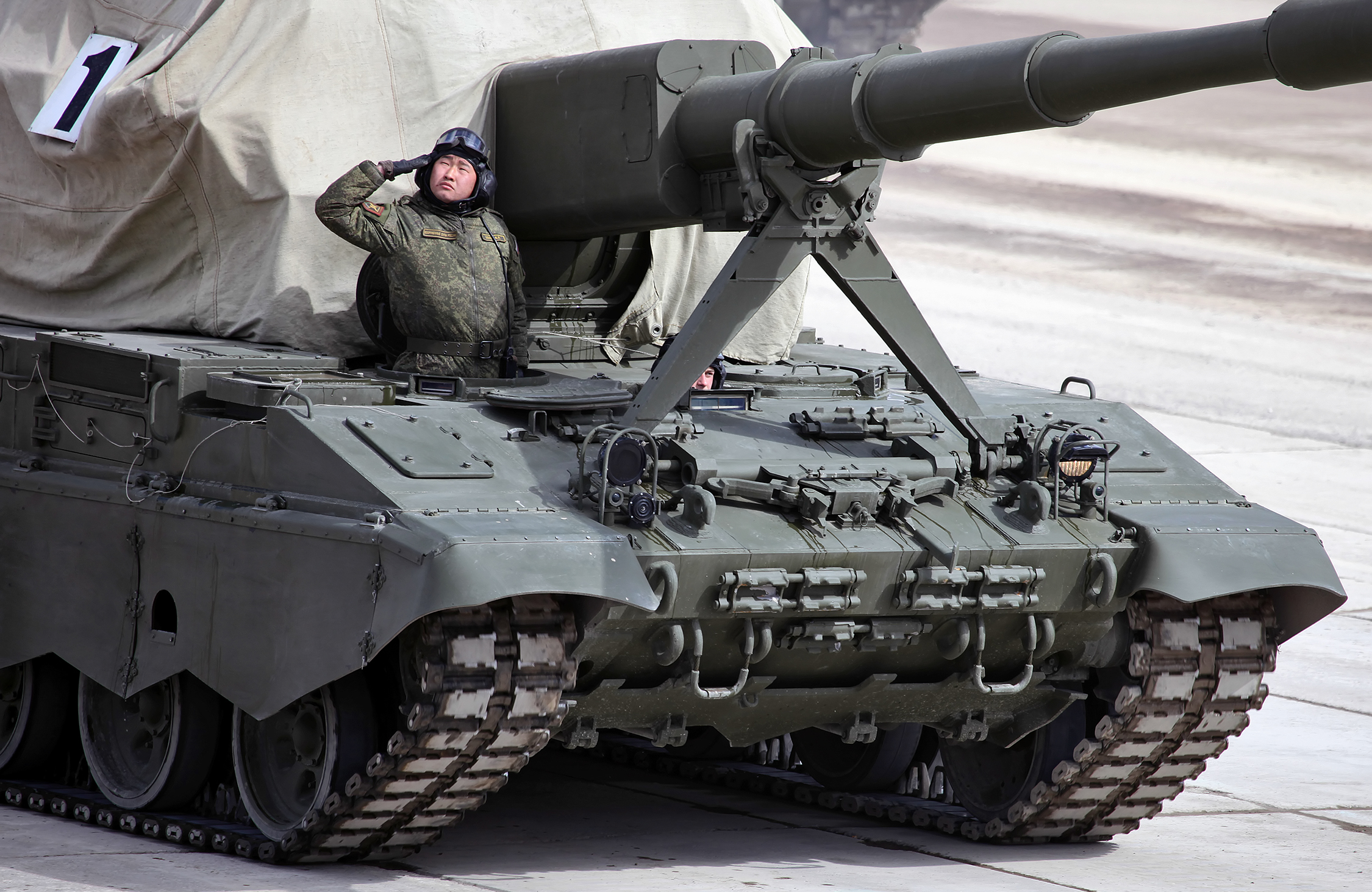
Plan rapproché de l'avant.
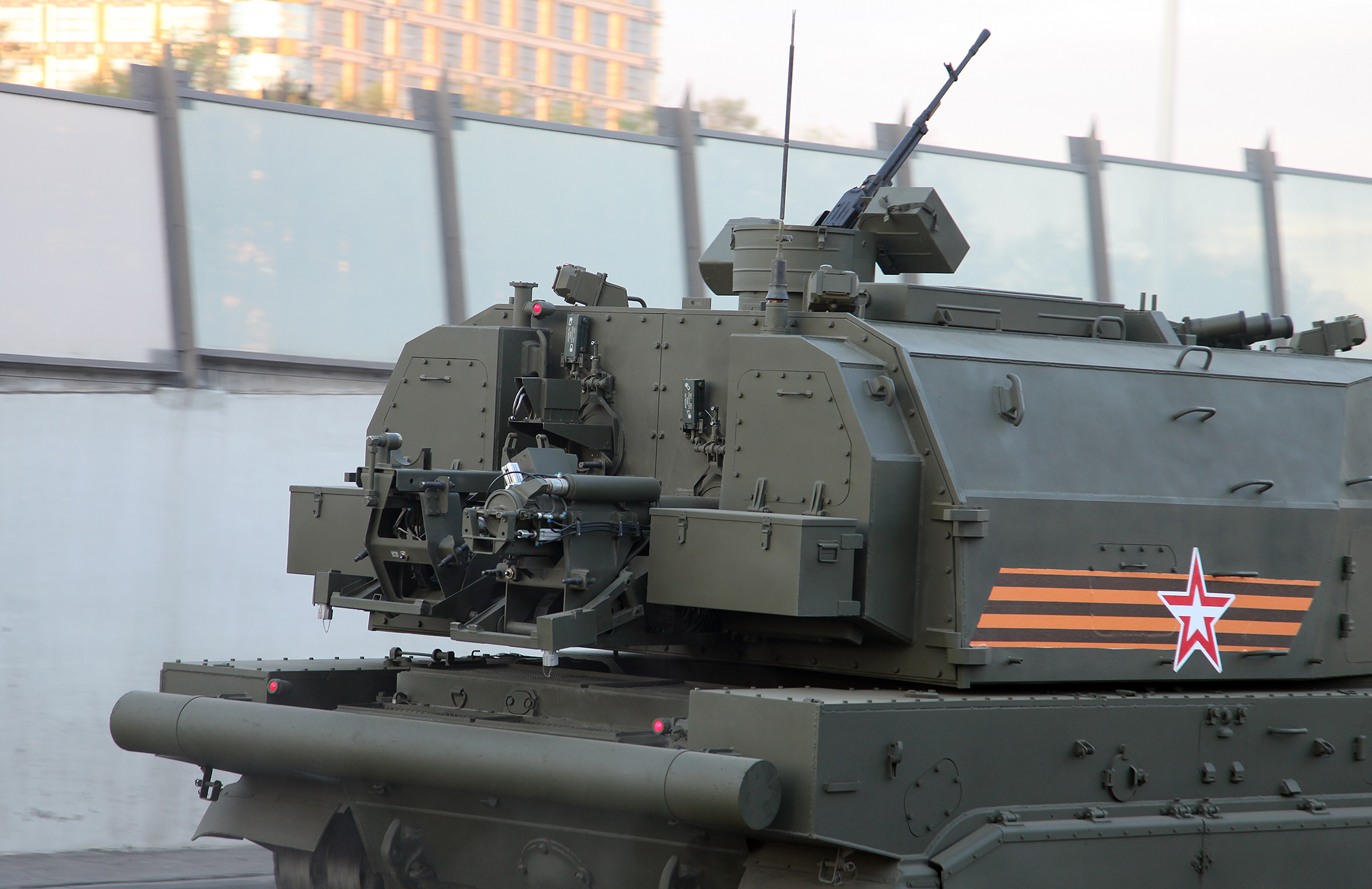
Plan rapproché de l'arrière.